# Nelson Eddy
Nelson Eddy (Providence, Rhode Island, 1901. június 29. – Miami Beach, Florida, 1967. március 6.) amerikai énekes (bariton), színész.

## Életpályája
Szülei: Caroline Isabel és William Darius Eddy voltak. Édesapja gépész és szerszámkészítő volt, így munkája miatt városról-városra mentek. Egyetemi tanulmányokat folytatott, majd azokat félbeszakítva különféle mesterségekkel próbálkozott (telefonkezelő, hajózási tisztviselő, újságíró). Énektanfolyamon képezte a hangját, s 1922-ben a philadelphiai, majd a Los Angeles-i opera tagja lett. 1936–1942 között a Metro-Goldwyn-Mayer-nél dolgozott. 1945 után főként a televízióban szerepelt, s önálló koncerteket adott. 1956-ban filmezett utoljára. 1960-ban csillagot kapott a Hollywood Walk of Fame-en.

### Munkássága
Kifejező szépségű, hajlékony baritonjára a filmesek is felfigyeltek, és a hangos korszak elején már tomantikus, nagy zenés produkciók főszereplője volt. Éveken át alakított ideális kettőst Jeanette MacDonald-del. 1937-ben a Rosalie című filmben Eleanor Powell partnere volt. 1939-ben a Dal a szabadságról című filmben Virginia Bruce volt a társa. A magyar Hajmássy Ilona is partnere volt 1939-ben a Balalajka című filmben. 1940-ben Sigmund Romberg komponálta az Újhold című filmjét.

## Magánélete
1939-1967 között Ann Denitz volt a felesége.

## Filmjei

### Színészként
- Rose-Marie (1936) (filmzene is)
- Rosalie (1937) (filmzene is)
- Szerelmesek (1938) (filmzene is)
- Dal a szabadságról (1939) (filmzene is)
- Balalajka (1939) (filmzene is)
- Újhold (1940) (filmzene is)
- Keserédes (Bitter Sweet) (1940) (filmzene is)
- A csokoládékatona (The Chocolate Soldier) (1941) (filmzene is)
- Angyalt vettem feleségül (I Married an Angel) (1942) (filmzene is)
- Az Operaház fantomja (1943) (filmzene is)
- Make Mine Music (1946) (filmzene is)
- Északnyugati előőrs (Northwest Outpost) (1947)

### Filmzenéi
- A táncoló hölgy (1933)
- Hollywood, Hollywood I.-II. (1974–1976)
- Mr. és Mrs. Bridge (1990)
- Hibátlanok (1999)